# 케이프 피어 (1962년 영화)
《케이프 피어》(Cape Fear)는 미국에서 제작된 J. 리 톰프슨 감독의 1962년 드라마, 스릴러 영화이다. 그레고리 펙 등이 주연으로 출연하였고 사이 바틀릿 등이 제작에 참여하였다.

## 출연

### 주연
- 그레고리 펙
- 로버트 미첨
- 폴리 버건

### 조연
- 로리 마틴
- 마틴 볼섬
- 잭 크루션
- 텔리 사바라스
- 배리 체이스

## 기타
- 원작자: 존 D. 맥도널드
- 미술: 로버트 F. 보일
- 미술: 알렉산더 골리츤
- 의상: 메리 윌스